# Ashley Hinshaw

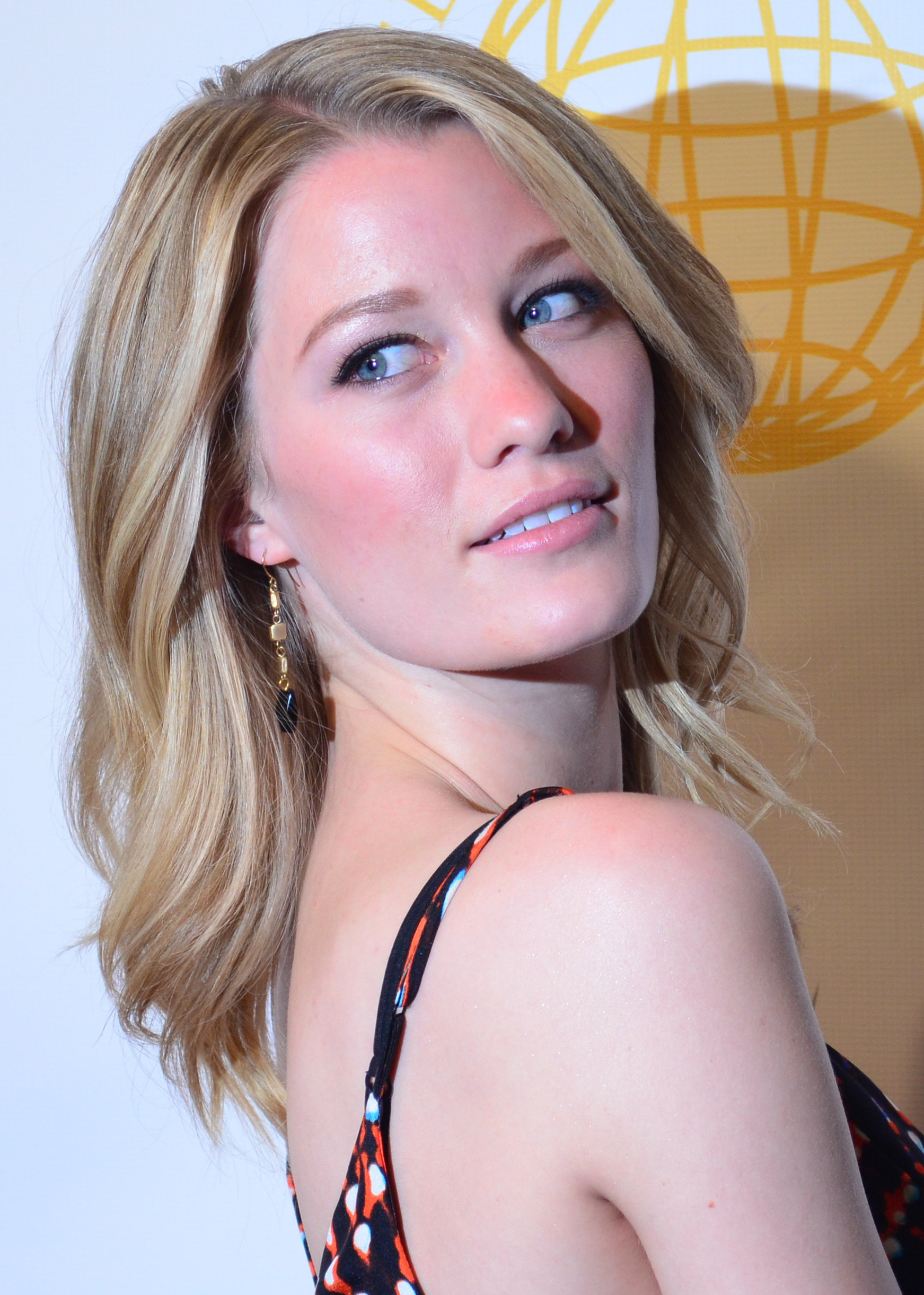
Ashley Hinshaw (2014)

Ashley Hinshaw (* 11. Dezember 1988 in La Porte, Indiana) ist eine US-amerikanische Schauspielerin. Seit dem Jahr 2017 führt sie den Familiennamen ihres Ehemanns, als Ashley Grace.

## Leben
Ashley Hinshaws schauspielerische Karriere begann mit kleineren Episodenrollen in Serien wie Gossip Girl und Fringe – Grenzfälle des FBI. Ihre ersten größeren Rollen hatte sie 2012 im Film Chronicle – Wozu bist Du fähig? und in LOL, wo sie unter anderem neben Miley Cyrus zu sehen war. Neben ihrer Schauspielkarriere modelte sie bisher auch für Abercrombie & Fitch.
Im Mai 2016 heiratete sie den 10 Jahre älteren Schauspieler Topher Grace (Die wilden Siebziger). Am 1. November 2017 wurden die beiden Eltern einer Tochter.

## Filmografie (Auswahl)
- 2009: Gossip Girl (Fernsehserie, Folge 3x01)
- 2009: Fringe – Grenzfälle des FBI (Fringe, Fernsehserie, Folge 1x18)
- 2011: The Glades (Fernsehserie, Folge 2x04)
- 2012: Chronicle – Wozu bist Du fähig? (Chronicle)
- 2012: LOL
- 2012: Cherry – Dunkle Geheimnisse (About Cherry)
- 2012: TalhotBlond – Mörderische Lügen (TalhotBlond)
- 2013: Party Invaders (+1)
- 2013: Snake & Mongoose (Snake and Mongoose)
- 2013: The League (Fernsehserie, Folge 5x10)
- 2014: True Blood (Fernsehserie, 4 Folgen)
- 2014: The Pyramid – Grab des Grauens (The Pyramid)
- 2014: Suddenly Single! Alles auf NEU (Goodbye To All That)
- 2015: A Rising Tide
- 2016: Me estás matando Susana
- 2016–2018: StartUp (Fernsehserie, 6 Folgen)
- 2017: Chicago Med (Fernsehserie, Folge 2x15)
- 2017–2018: The Arrangement (Fernsehserie, 7 Folgen)
- 2018: The Grounds